# Space Mirror Memorial

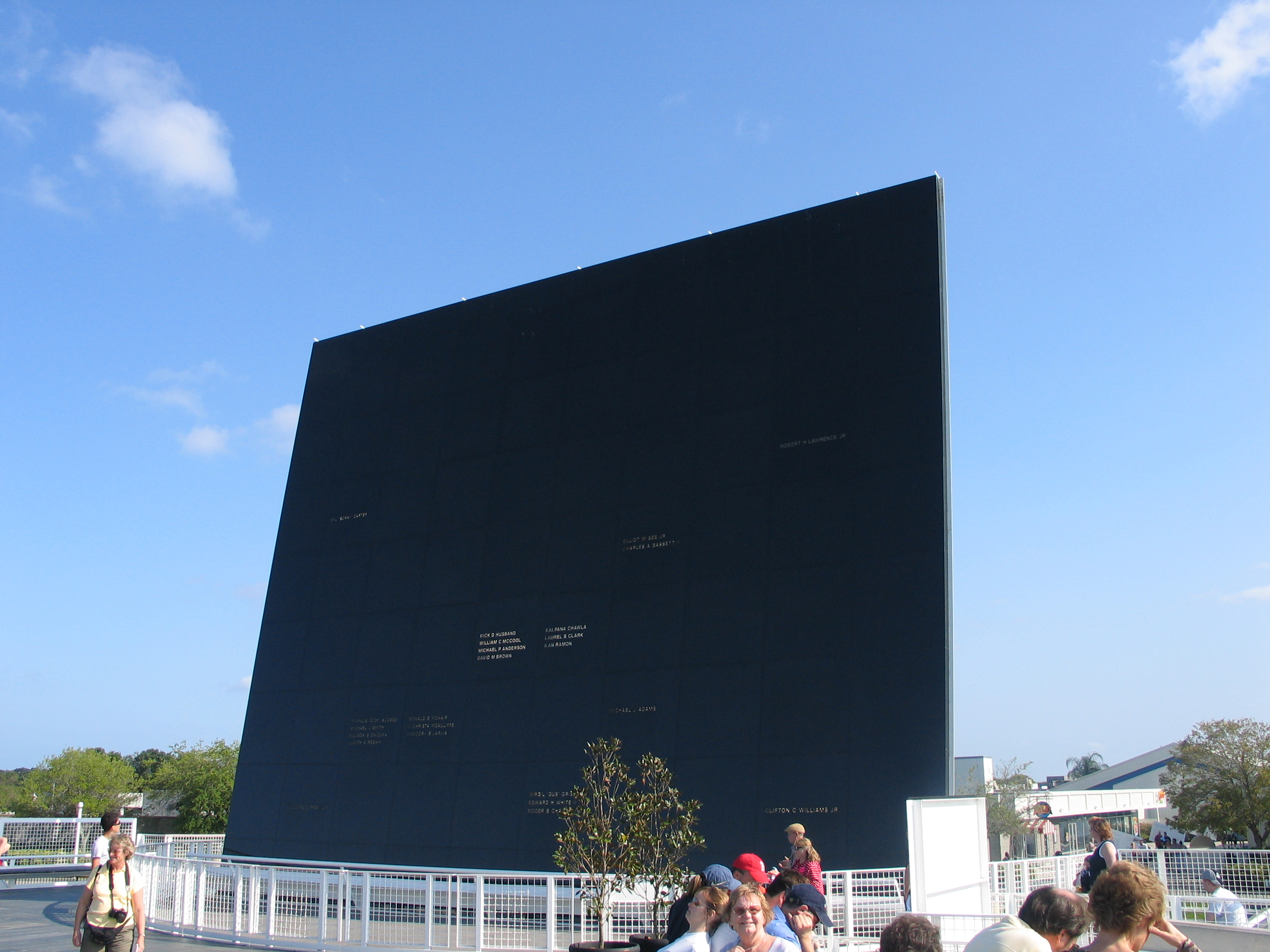
Space Mirror Memorial

Space Mirror Memorial, även känd som Astronaut Memorial, är ett monument vid besökscentret i John F. Kennedy Space Center på Merritt Island, Florida. Monumentet tillägnades 1991 de män och kvinnor som har dött i de olika amerikanska rymdprogrammen, framförallt NASA:s. Space Mirror Memorial har betecknats som ett National Memorial av USA:s kongress.
Förutom 20 NASA-astronauter inkluderas namnen för en testpilot av flygplanet X-15, en flygvapenofficer som dog medan han tränade för ett då hemligt militärt rymdprogram, en civil rymdfarare som avled vid Challengerkatastrofen samt en utländsk astronaut som avled vid Columbiakatastrofen.
Monumentet sköts av Astronauts Memorial Foundation.

## Galleri

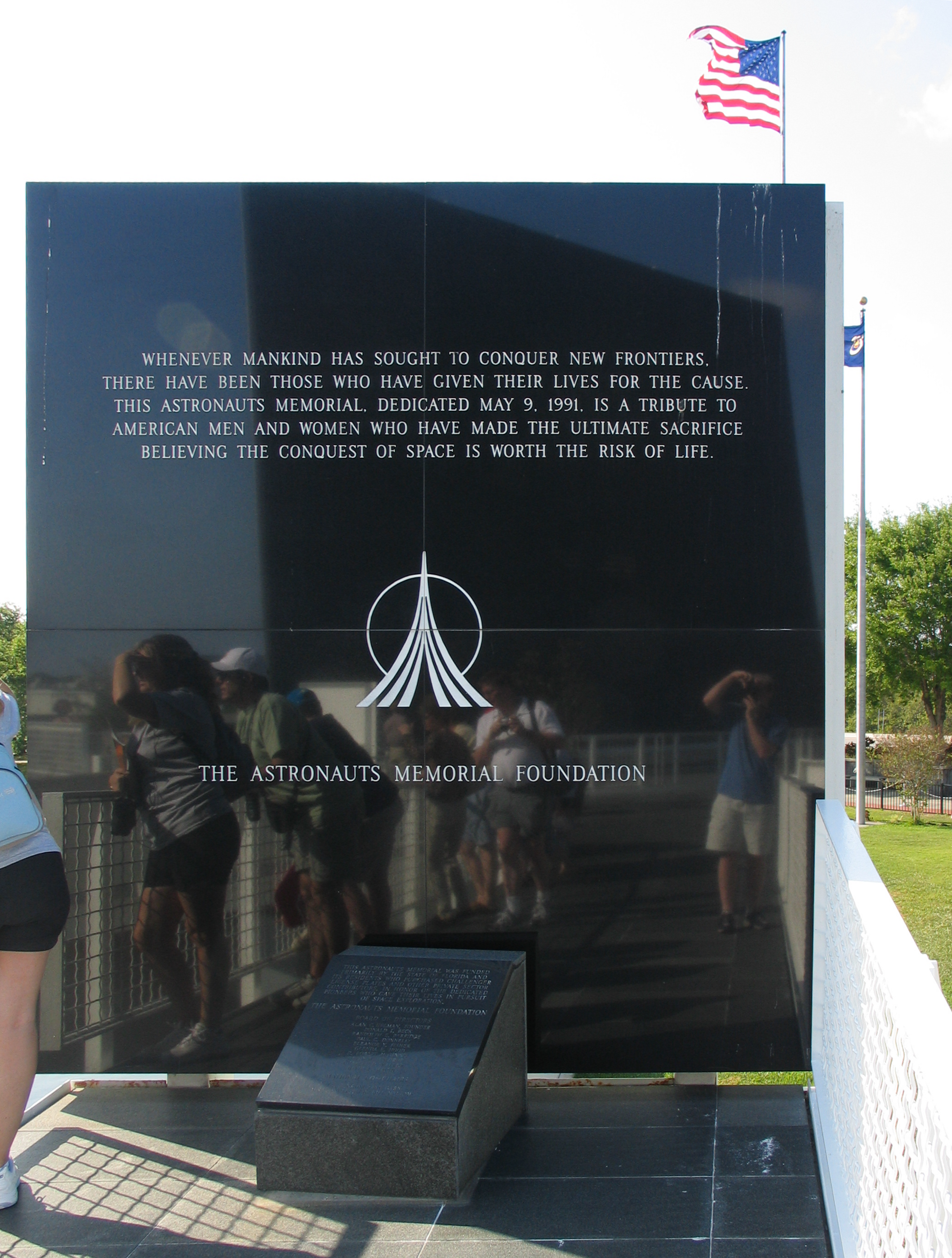
Dedikationstexten
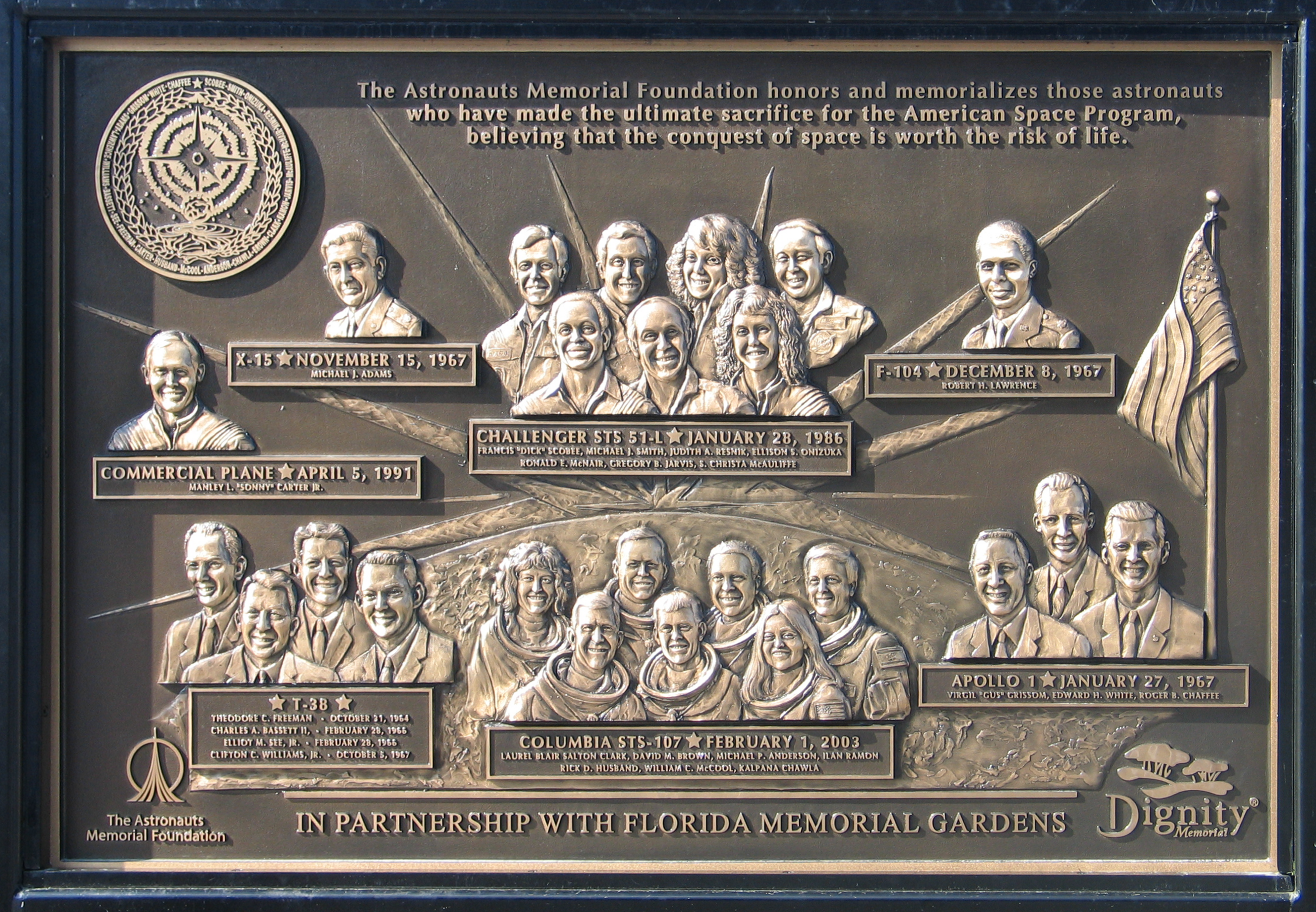
Dignity Memorial
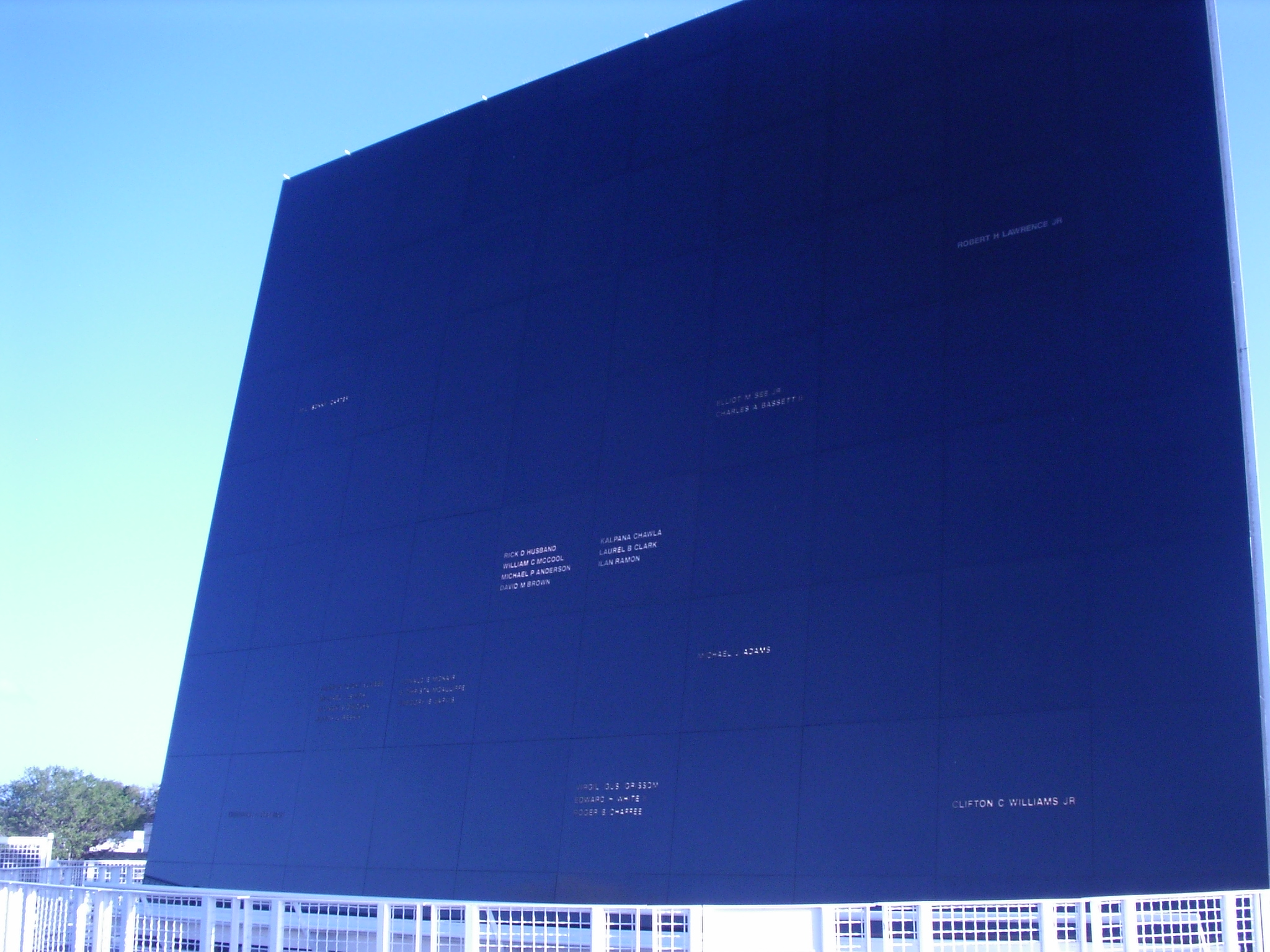
En annan vy på monumentet